# Gabriele Janke (Juristin)
Gabriele Janke (geboren 30. September 1958 in Itzehoe) ist eine deutsche Juristin, Richterin und Gerichtspräsidentin. 2019 wurde die Juristin als erste Frau an die Spitze des Finanzgerichts Mecklenburg-Vorpommern berufen.

## Ausbildung
Nach dem Abitur studierte Gabriele Janke Rechtswissenschaften. Sie beendete das Studium mit der Ersten Juristischen Staatsprüfung. Nach dem Rechtsreferendariat absolvierte sie die Zweite Juristische Staatsprüfung.

## Karriere
1994 kam Gabriele Janke als Finanzrichterin an das Finanzgericht Mecklenburg-Vorpommern in Greifswald.
2013 wurde sie Vizepräsidentin dieses Gerichts.
Am 17. Dezember 2019 wurde die Juristin zur Präsidentin des Finanzgerichts Mecklenburg-Vorpommern berufen. Damit stand erstmals eine Frau an der Spitze des Gerichts. Vor der Berufung von Gabriele Janke hatten sich Finanzgericht und Oberverwaltungsgericht in Mecklenburg-Vorpommern jahrelang einen Präsidenten geteilt. Aus Gründen der Ämterhäufung wurde dies geändert.
Bis 2022 war sie Präsidentin des Landesjustizprüfungsamtes. In diesem Amt folgte ihr Babette Bohlen nach. Sie war auch am Justizministerium und am Landesrechnungshof tätig.